# Wacław Łopuszyński
Wacław Marian Łopuszyński (ur. 27 lipca 1856 w Tykocinie, zm. 16 lutego 1929 w Murowanej Goślinie) – polski inżynier kolejnictwa, konstruktor parowozów. Specjalista w zakresie konstrukcji taboru i trakcji. 

## Życiorys
Ukończył gimnazjum klasyczne w Łomży (1873), a w 1878 studia (z odznaczeniem i wpisaniem na pamiątkową tablicę instytutu) w Instytucie Inżynierów Komunikacji Cesarza Aleksandra I w Petersburgu. Po studiach pracował w wydziale technicznym Głównego Towarzystwa Rosyjskich Dróg Żelaznych w Petersburgu, a następnie jako asystent naczelnika parowozowni kolei Morszańsko-Syzrańskiej w Penzie (1878-1880) a potem na stanowisku inżyniera taboru trakcyjnego Fastowskiej Drogi Żelaznej w Śmiele (1880-1890). Pracował w Fabryce Hartmana w Ługańsku, był współtwórcą najliczniejszej serii parowozów w kolejnictwie światowym – serii E. W latach 1895–1919 projektował parowozy dla Towarzystwa Władykaukaskiej Drogi Żelaznej w Rostowie n. Donem.
W 1920 przyjechał do Polski. Pracował w Dyrekcji Kolei Państwowych w Siedlcach, a następnie w Wilnie. Na początku 1921 w Ministerstwie Komunikacji opracował pierwsze normy obciążeń parowozów kolei polskich. Od 1921 pracował w Fabryce Lokomotyw w Chrzanowie. W 1922 mianowano go komisarzem rządowym Ministerstwa Komunikacji ds. projektowania i odbioru parowozów serii Tr21 i Ty23 w Niemczech i w Belgii. Od 1925 był członkiem Rady Technicznej przy Ministrze Komunikacji i kierownikiem biura konstrukcyjnego parowozów. Wspólnie z inż. Gustawem Brylingiem zaprojektował parowóz tendrzak osobowy OKl27. Pod kierownictwem Łopuszyńskiego lub przy jego współudziale powstały wszystkie projekty pierwszych polskich parowozów budowanych na zamówienie PKP – Os24, Tr21, Ty23, OKl27. Był inicjatorem wprowadzenia na parowozach PKP mechanicznych podajników węgla amerykańskiej firmy Stoker.
Zmarł 16 lutego 1929 w Murowanej Goślinie k. Poznania, gdzie został pochowany na miejscowym cmentarzu.

### Publikacje
Opublikował wiele prac naukowych publikowanych w różnych czasopismach technicznych, zazwyczaj w języku rosyjskim. Oto niektóre z nich :
- Opór parowozów i wagonów w ruchu i praca maszyny parowozu, na podstawie doświadczeń Morszańsko-Syzrańskiej kolei. Petersburg 1883, opublikowane po rosyjsku i po polsku w czasopiśmie „Przegląd Techniczny”;
- O rozkładzie ciężarów, przy pomocy resorów, na poszczególne osie parowozów, oraz sztywności resorów", „Inżynier” Kijów 1884;
- Krótki opis tendrzaka 1-3-1 serii C Nr 161 dla linii „Mineralne-Wody”, kolei Władykaukaskiej, Petersburg 1896;
- Rezultaty doświadczeń z parowozem serii C .Nr 161, Petersburg 1896;
- Badania i doświadczenia nad pracą parowozów trzech najnowszych typów Władykaukaskiej kolei, Petersburg 1906;
- Wzmocnienie kół parowozów „Pacific” Władykaukaskiej. Kolei, „Goniec Władykaukaskiej kolei”, 1915;
- Pacific Władykaukaskiej kolei, „Wiadomości Związku Inżynierów Komunikacji”, 1915 r.;
- Doświadczenia z parowozem „Pacific" Nr 107, „Goniec Komunikacji i Przemysłu" Nr 4, 5, 6, 7, 8. 9 z r. 1918, Rostów nad Donem;
- Niektóre dane i obliczenia dotyczące opalania ropą parowozu Nr 107, „Goniec Komunikacji i Przemysłu” 1919. Rostów n. Donem;
- Niektóre dane i uwagi w kwestii wyznaczenia norm możliwego obciążenia towarowych parowozów P. K. P, Bydgoszcz 1923
- Normalizacja parowozowych tłoków cylindrowych i suwakowych oraz ich pierścieni, Warszawa 1928

Publikował również szereg artykułów i notatek w „Przeglądzie Technicznym” oraz przetłumaczył z języka angielskiego na język rosyjski dość ważną z punktu widzenia eksploatacji parowozów pracę p.t. „O przyczynach lania rur w kotłach parowozów” autor , Wells. Rostów n. Donem 1907. Opublikował także  w czasopiśmie „Inżynier Kolejowy” wspomnienia z okresu pobytu w Rosji, Z historji budowy parowozów i kolejnictwa w Rosji. Wspomnienia z 41-letniej służby kolejowej w Rosji”

### Ordery i odznaczenia
- Złoty Krzyż Zasługi (27 czerwca 1928)[7]

## Życie prywatne
Urodził się w rodzinie Jana, urzędnika sądowego, uczestnika powstania 1863, i Aleksandry z Bieżyków. 